# Croton rehderianus
Croton rehderianus är en törelväxtart som beskrevs av Léon Camille Marius Croizat. Croton rehderianus ingår i släktet Croton och familjen törelväxter. Inga underarter finns listade i Catalogue of Life.